# 內關帝
內關帝，是臺灣屏東縣東港鎮的一個傳統地域名稱，位於該鎮中部至西部偏北側。相較於今日行政區，其範圍大致包括興農里西半部、內關帝里東北半部、東新里不含東部及西部、船頭里北部中央略偏西地帶。
本地區境內主要聚落為內關帝、本司衙、海坪、龜夷、船仔頭，設有東興國小。

## 歷史
台灣日治初期，內關帝地區為一街庄，稱為「內關帝庄」（舊制街庄），隸屬於港東中里。該庄昔日西北隔東港溪與烏龍庄為界，北隔東港溪支流溪州溪與過溪仔庄為界，東與三西和庄為鄰，南邊為大潭新庄，西邊為新街庄。
1901年（日治明治三十四年）11月11日，全台廢縣廳改設二十廳，該庄隸屬於阿猴廳。1904年（明治三十七年）4月15日，該庄編入「東港區」，隸屬於阿猴廳。1905年（明治三十八年）4月1日，阿猴廳改稱「阿緱廳」。1909年（明治四十二年）10月25日，全台合併二十廳為十二廳，東港區仍隸屬於阿緱廳。1920年（大正九年）10月1日，全台地方制度大改正，廢十二廳改設五州二廳，該庄改制為「內關帝」大字，隸屬於高雄州東港郡東港街（新制街庄）。
戰後東港街改制為東港鎮，隸屬於高雄縣，大字亦改制為村。1950年（民國39年）10月1日，高、屏分治，東港鎮改隸屬於屏東縣。
相較於今日行政區，本地區的範圍大致包括興農里西半部、內關帝里東北半部、東新里不含東部及西部、船頭里北部中央略偏西地帶。

## 聚落
本地區發展較早的聚落為內關帝、本司衙、海坪、龜夷、船仔頭，在日治初期的官方地圖上已有記載。

## 交通
縣道187號是水門至東港的道路，經過本地區的北部及西北部暨海坪、內關帝等聚落。由該道路北行可前往崁頂鄉、潮州鎮、萬巒鄉、內埔鄉等地；南行可前往東港市區，並止於省道台17線轉角路口。
縣道187乙線是萬巒至海坪的道路，其西南側端點（終點）位於本地區北部、海坪聚落的縣道187號路口。由此東北行可前往南州鄉、新埤鄉、潮州鎮、萬巒鄉等地。
鄉道屏125線是三西和至船仔頭的道路，經過本地區南部的船仔頭聚落。

## 學校
- 東興國小